# 30 Anos (Vol. 1)
30 Anos (Vol. 1) é o álbum comemorativo da cantora Aline Barros, lançado em 2023 pela gravadora Sony Music. O lançamento apresenta releitura de sucessos gravada pela cantora.
O álbum foi indicado ao Grammy Latino na categoria Melhor Álbum de Música Cristã.

## Lançamento
O primeiro single do projeto foi "Guarda Tua Fé (Ao Vivo em Los Angeles)" e foi no dia 22 de junho de 2021, o álbum foi gravado em várias localidades diferentes e teve no total 7 singles, sendo 6 lançados como singles promocionais.

## Clipes
Todas as canções do álbum receberam clipes, cada uma numa localidade diferente, Mojave Desert, Los Angeles, Lençóis Maranhenses, Paris, Suíça e Portugal

## Faixas
| N.º            | Título                                                           | Compositor(es)                                                               | Duração |  |
| 1.             | "Te Adorar é Meu Prazer (Ao Vivo em Portugal)"                   | Daniel Nascimento                                                            | 4:55    |  |
| 2.             | "Guarda Tua Fé (Ao Vivo em Los Angeles)"                         | Alda Célia e Kleber Lucas                                                    | 4:10    |  |
| 3.             | "Deus do Impossível (Ao Vivo no Mojave Desert)"                  | Alda Célia                                                                   | 3:29    |  |
| 4.             | "Corra para os Braços do Pai (If This World) [Ao Vivo em Paris]" | Tyle Hames, Michelle Tmes, Mark Heimermann, Erik Sundin/Versão: Aline Barros | 4:49    |  |
| 5.             | "Poder Pra Salvar (Mighty to Save) [Ao Vivo em Los Angeles]"     | Ben Fielding, Reuben Morgan/Versão: Aline Barros                             | 3:43    |  |
| 6.             | "Caminho de Milagres (Ao Vivo nos Lençóis Maranhenses)"          | Aline Barros, Davi Sacer, Luiz Arcanjo e Ronald Fonseca                      | 3:45    |  |
| 7.             | "Santidade (Ao Vivo na Suíça)"                                   | Davi Fernandes e Jill Viegas                                                 | 4:18    |  |
| Duração total: | Duração total:                                                   | Duração total:                                                               | 29m 12s |  |

## Prêmios e indicações

#### Grammy Latino[3]
| Ano  | Categoria                                                          | Trabalho         | Resultado |
| ---- | ------------------------------------------------------------------ | ---------------- | --------- |
| 2018 | Grammy Latino de Melhor Álbum de Música Cristã (língua portuguesa) | 30 Anos (Vol. 1) | Indicado  |

### Troféu Gerando Salvação[4]
| Ano  | Categoria  | Indicação | Resultado |
| ---- | ---------- | --------- | --------- |
| 2024 | Videoclipe | Santidade | Indicada  |